# چشم‌گرد لاغر
چشم‌گرد لاغر (نام علمی: Loris) نام یک سرده از زیرخانواده چشم‌گرد است.

## گونه‌ها
- چشم‌گرد لاغر قرمز, Loris tardigradus
- چشم‌گرد لاغر خاکستری, Loris lydekkerianus[۱]

## نگارخانه

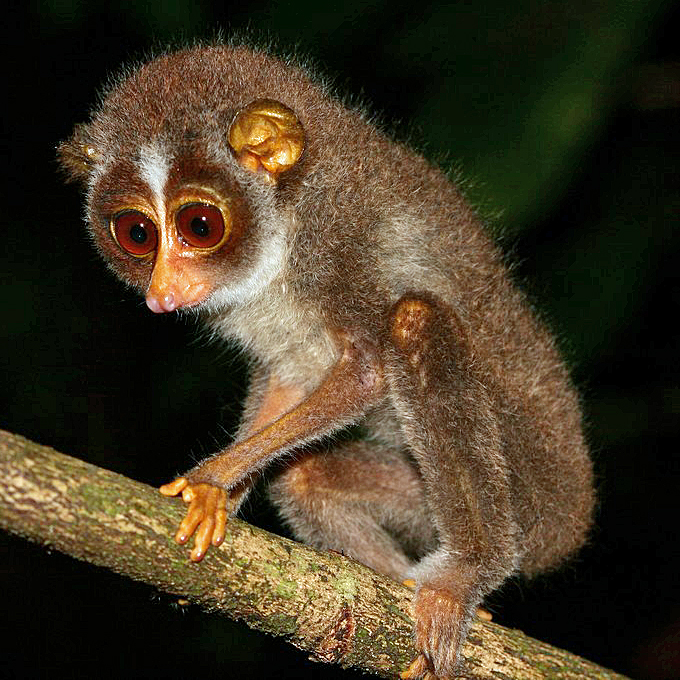
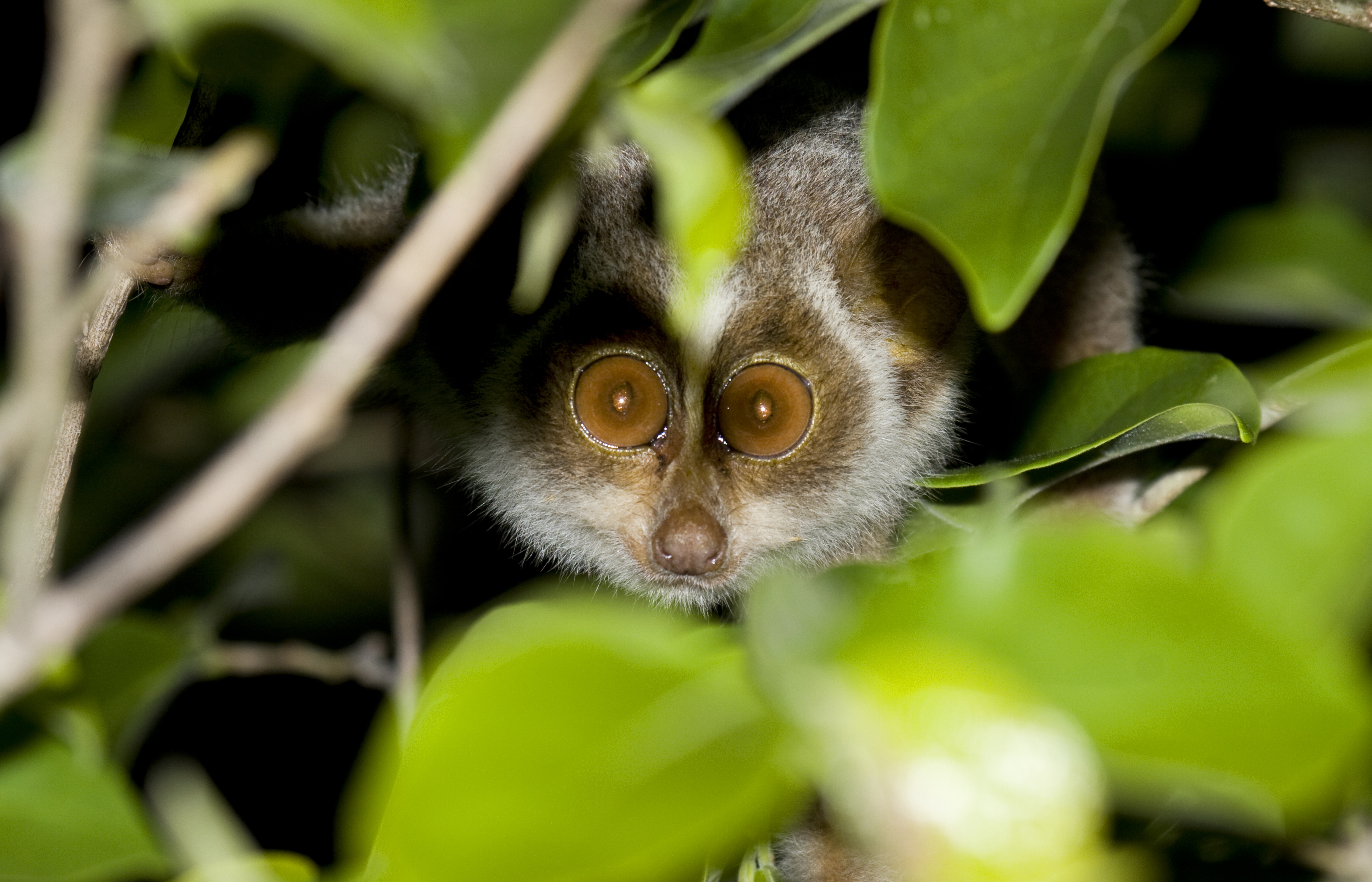
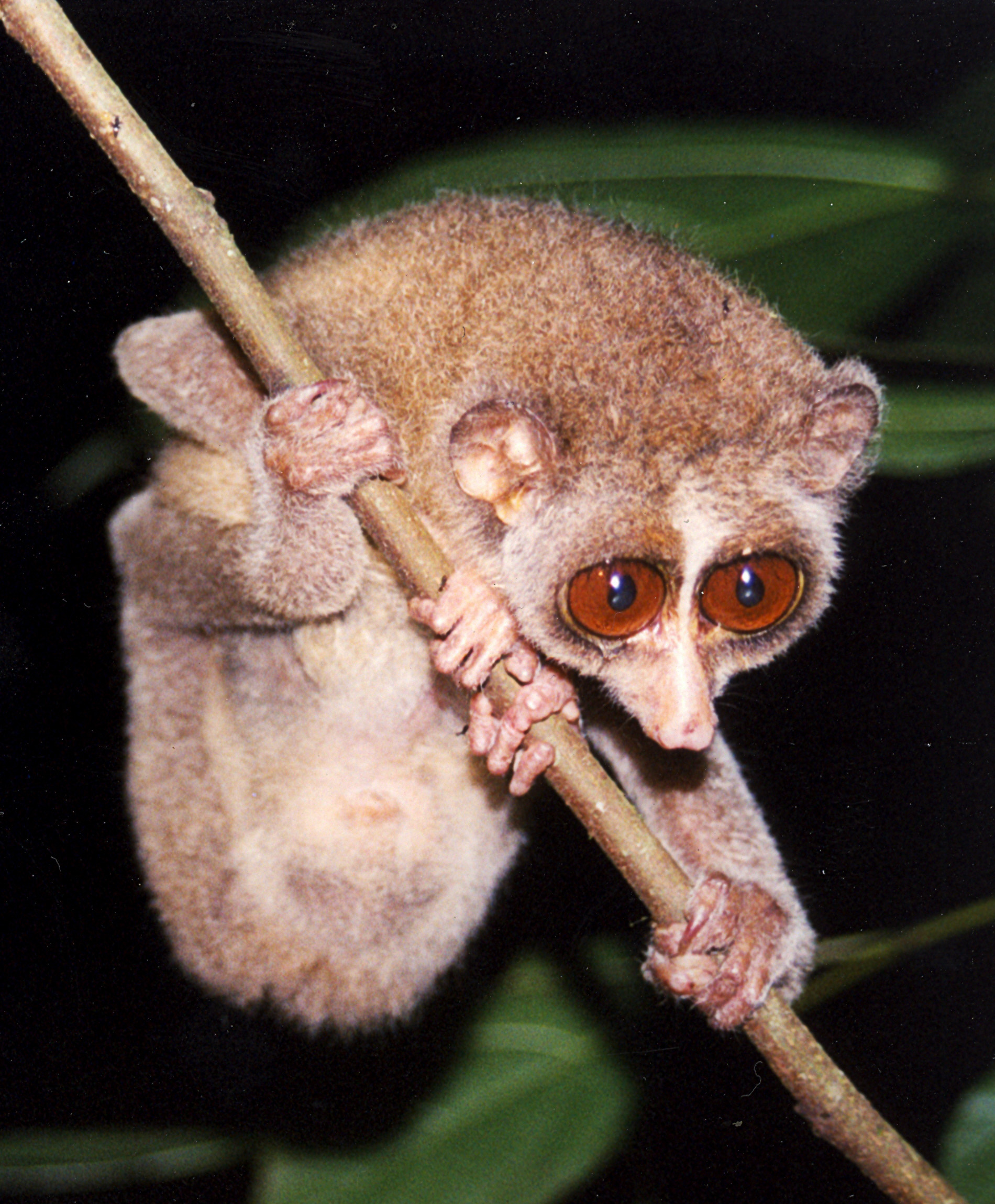